# Глаза Тэмми Фэй
«Глаза Тэмми Фэй» (англ. The Eyes of Tammy Faye) — американский биографический драматический фильм 2021 года, основанный на одноимённом документальном фильме Фентона Бейли и Рэнди Барбато. Фильм изображает противоречивую историю телеевангелистов Тэмми Фэй Бейккер и Джима Бейккера, которых играют Джессика Честейн (которая также продюсирует фильм) и Эндрю Гарфилд соответственно. Также в главных ролях Черри Джонс, Фредрик Лене, Луи Канселми, Сэм Ягер, Габриэль Олдс, Марк Вистрах и Винсент Д’Онофрио.
Мировая премьера фильма состоялась на Международном кинофестивале в Торонто в сентябре 2021 года, а опубликован был 17 сентября 2021 компанией Searchlight Pictures. Фильм собрал 2,4 миллиона долларов и получил неоднозначные отзывы критиков, высоко оценивших игру актёров, но раскритиковавших сценарий.
За игру в этом фильме Честейн была удостоена премии «Оскар» в номинации «Лучшая женская роль». Также премией «Оскар» были награждены Линда Доудс, Стефани Ингрэм и Джастин Рейли за создание грима и причёсок в фильме.

## Сюжет
Взгляд на чрезвычайный подъём, падение и искупление телеевангелистов Тэмми Фэй Бейккер и Джима Бейккера.

## Актёрский состав
- Джессика Честейн в роли Тэмми Фэй Бейккер
  - Чендлер Хед — молодая Тэмми Фэй
- Эндрю Гарфилд — Джим Бейккер
- Черри Джонс — Рэйчел ЛаВелли
- Винсент Д’Онофрио — Джерри Фолвелл
- Фредрик Лене — Фред Гровер
- Луи Канселми — Ричард Флетчер
- Сэм Джагер — Рой Месснер
- Габриэль Олдс — Пэт Робертсон
- Марк Вистрах — Гэри Пекстон
- Джей Хьюгули — Джимми Сваггарт
- Рэнди Хейвенс — Стив Питерс
- Джесс Вейкслер — визажист (голос)

## Производство
Основные съёмки начались в октябре 2019 года в Шарлотте, Северная Каролина.

## Релиз
Мировая премьера фильма состоялась на Международном кинофестивале в Торонто 12 сентября 2021. Релиз состоялся 24 сентября 2021.

## Сборы

### Касса
Фильм дебютировал в 450 кинотеатрах и собрал 675 000 долларов США в первые выходные. Deadline Hollywood написала, что за пределами Лос-Анджелеса, Нью-Йорка и Остина прибыли «не были хорошими», и это свидетельствует о том, что «старые артхаусные толпы [не] вернулись» в театры из-за пандемии COVID-19.

## Награды и номинации
| Премия                         | Категория                   | Номинант                                   | Результат |
| ------------------------------ | --------------------------- | ------------------------------------------ | --------- |
| «Оскар»                        | Лучшая женская роль         | Джессика Честейн                           | Победа    |
| «Оскар»                        | Лучший грим и причёски      | Линда Доудс, Стефани Ингрэм, Джастин Рейли | Победа    |
| «Золотой глобус»               | Лучшая женская роль — драма | Джессика Честейн                           | Номинация |
| BAFTA                          | Лучший грим и причёски      | Линда Доудс, Стефани Ингрэм, Джастин Рейли | Победа    |
| «Выбор критиков»               | Лучшая женская роль         | Джессика Честейн                           | Победа    |
| «Выбор критиков»               | Лучший грим и причёски      |                                            | Победа    |
| «Спутник»                      | Лучший женская роль — драма | Джессика Честейн                           | Номинация |
| Премия Гильдии киноактёров США | Лучшая женская роль         | Джессика Честейн                           | Победа    |